# Nicola Minali
Nicola Minali (Isola della Scala (Verona), 10 november 1969) is een Italiaans voormalig wielrenner. Minali gold als een van de beste sprinters in de jaren 90. Hij won twee keer Parijs-Tours en twaalf etappes in een Grote Ronde, waaronder de prestigieuze sprint op de Champs-Elysées in 1997. Zijn zoon Riccardo Minali is eveneens prof.

## Belangrijkste overwinningen
1992
La Popolarissima
Circuito del Porto-Trofeo Internazionale Arvedi
1993
2e etappe Driedaagse van De Panne
5e etappe Wielerweek van Lombardije
1994
2e etappe Catalaanse Week
2e en 5e etappe Ronde van Romandië
5e etappe Ronde van Frankrijk
1995
Parijs-Tours
6e etappe Ronde van Italië
2e, 4e en 5e etappe Catalaanse Week
3e en 6e etappe Tirreno-Adriatico
3e etappe Ronde van Valencia
1e etappe Ronde van Aragon
1e, 4e en 6e etappe Ronde van Denemarken
1e, 6e en 11e etappe Ronde van Spanje
1996
Parijs-Tours
Giro Colline del Chianti
5e etappe Ronde van Denemarken
1e en 5e etappe Ronde van Burgos
2e, 8e, 9e en 16e etappe Ronde van Spanje
1997
7e en 21e etappe Ronde van Frankrijk
1e etappe Ronde van Denemarken
3e etappe Ronde van Apulië
1e etappe Ronde van Sardinië
1e en 2e etappe Gran Premio Journal de Noticias
1e en 4e etappe Ronde van Alentejo
1998
Ronde van Syracuse
5e etappe Ronde van de Middellandse Zee
3e etappe Ronde van Italië
3e etappe deel A Ronde van Rijnland-Palts
5e etappe deel A Catalaanse Week
1999
1e etappe Vierdaagse van Duinkerke
5e etappe Catalaanse Week
2001
5e etappe Ronde van Zweden
2002
1e en 2e etappe Ronde van Rodos

## Resultaten in voornaamste wedstrijden
| Jaar | Ronde van Italië | Ronde van Frankrijk | Ronde van Spanje |
| ---- | ---------------- | ------------------- | ---------------- |
| 1994 |                  | opgave (1)          |                  |
| 1995 | opgave (1)       |                     | opgave (3)       |
| 1996 |                  | opgave              | 96e (4)          |
| 1997 | opgave           | 122e (2)            |                  |
| 1998 | buiten tijd (1)  | opgave              |                  |
| 1999 | 113e             | opgave              |                  |
| 2000 |                  |                     |                  |
| 2001 |                  |                     |                  |

| Jaar | Milaan-San Remo | Gent-Wevelgem | Ronde van Vlaanderen | Parijs-Roubaix | Amstel Gold Race | Parijs-Tours |
| ---- | --------------- | ------------- | -------------------- | -------------- | ---------------- | ------------ |
| 1994 |                 | 104e          | 88e                  |                |                  |              |
| 1995 | 72e             |               |                      |                |                  | ↑            |
| 1996 |                 |               |                      |                |                  | ↑            |
| 1997 | 83e             | 90e           |                      |                |                  | 48e          |
| 1998 | 162e            |               |                      |                | opgave           | 5e           |
| 1999 |                 | 37e           |                      |                | opgave           | 91e          |
| 2000 |                 |               |                      |                |                  | 103e         |
| 2001 | opgave          |               |                      |                | opgave           | 146e         |
| 2002 | 153e            | opgave        | opgave               | opgave         |                  | 102e         |